# Eclipse lunar de octubre de 2014
| Eclipse total de luna 7-8 de octubre de 2014                               | Eclipse total de luna 7-8 de octubre de 2014 |
| -------------------------------------------------------------------------- | -------------------------------------------- |
| Previo                                                                     | Eclipse \| Eclipse total \| Saros            |
| Posterior                                                                  | Eclipse \| Eclipse total \| Saros            |
| La Luna pasando de derecha a izquierda a través de la sombra de la Tierra. |                                              |
| Saros                                                                      | 127 (42 de 72)                               |
| Duración (h:min:s)                                                         |                                              |
| Total                                                                      | 00:58:50                                     |
| Parcial                                                                    | 03:19:31                                     |
| Penumbra                                                                   | 05:18:03                                     |
| Contactos                                                                  |                                              |
| P1                                                                         | 08:15:36 UTC                                 |
| U1                                                                         | 09:14:48 UTC                                 |
| Máximo                                                                     | 10:54:35 UTC                                 |
| U4                                                                         | 12:34:19 UTC                                 |
| P4                                                                         | 13:33:39 UTC                                 |

Un eclipse lunar total ocurrió en la madrugada del 8 de octubre de 2014, siendo el segundo de los dos eclipses lunares totales de dicho año, el siguiente eclipse total de luna ocurrirá el 4 de abril de 2015.

## Visualización

### Mapa
El siguiente mapa muestra las regiones donde se mostrara el eclipse. en blanco, las que si lo vieron; y en celeste, las regiones que pudieron ver el eclipse durante la salida o puesta de la luna.

### Perspectiva de la Luna
| Esta simulación muestra la perspectiva desde la Luna al momento máximo del eclipse. El fenómeno fue visible sobre gran parte de Rusia, Asia, Australia, el Pacífico, Suramérica, Centroamérica y parte de Norteamérica. |

### Simulación
| El planeta Urano se encontraba cerca de la oposición (oposición el 7 de octubre) durante el eclipse, a poco más de 1 ° de la Luna eclipsada. Luminoso con una magnitud de 5.7, Urano debería haber sido lo suficientemente brillante como para identificar con binoculares. Debido a paralaje, la posición de Urano relativa a la Luna variar significativamente dependiendo de la posición de visualización en la superficie de la Tierra. |

## Galería

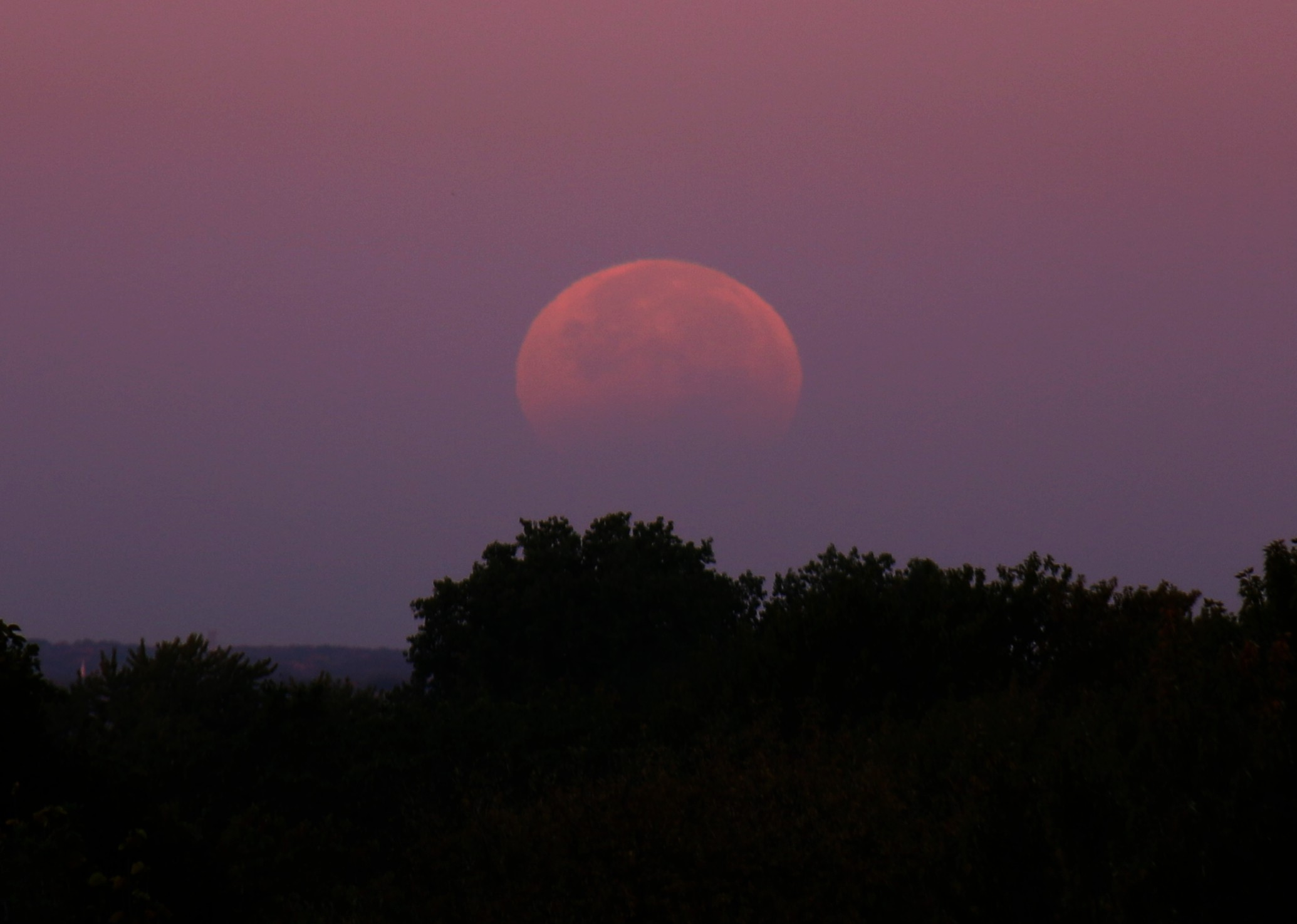
Eclipse en el horizonte, Minneapolis, Minnesota, 00:26 UTC
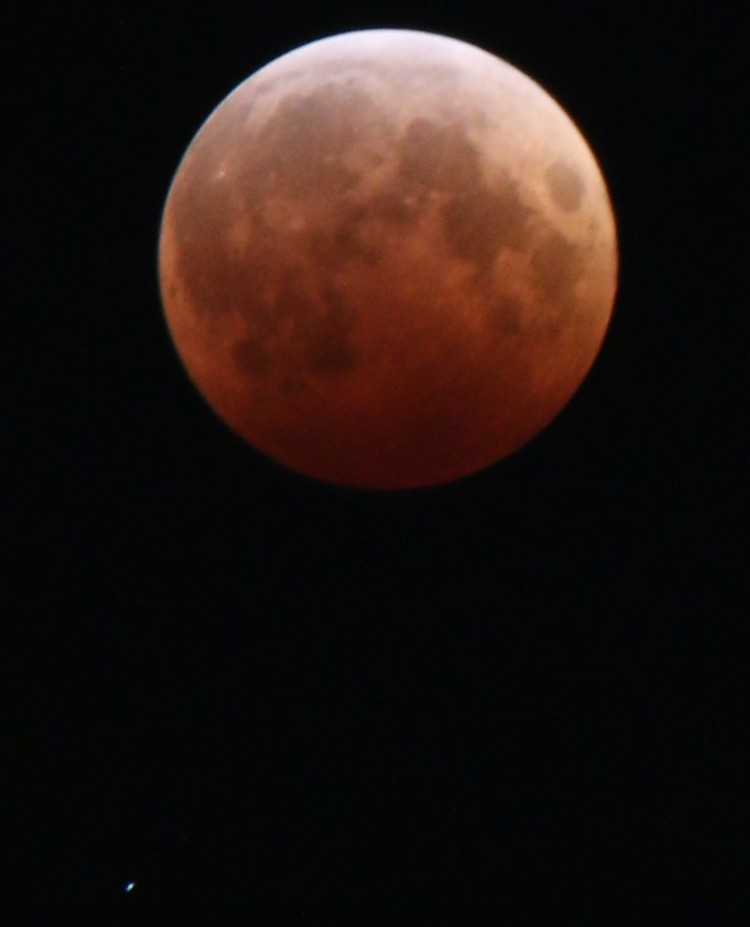
Eclipse Total con Urano, Minneapolis, Minnesota, 22:45 UTC
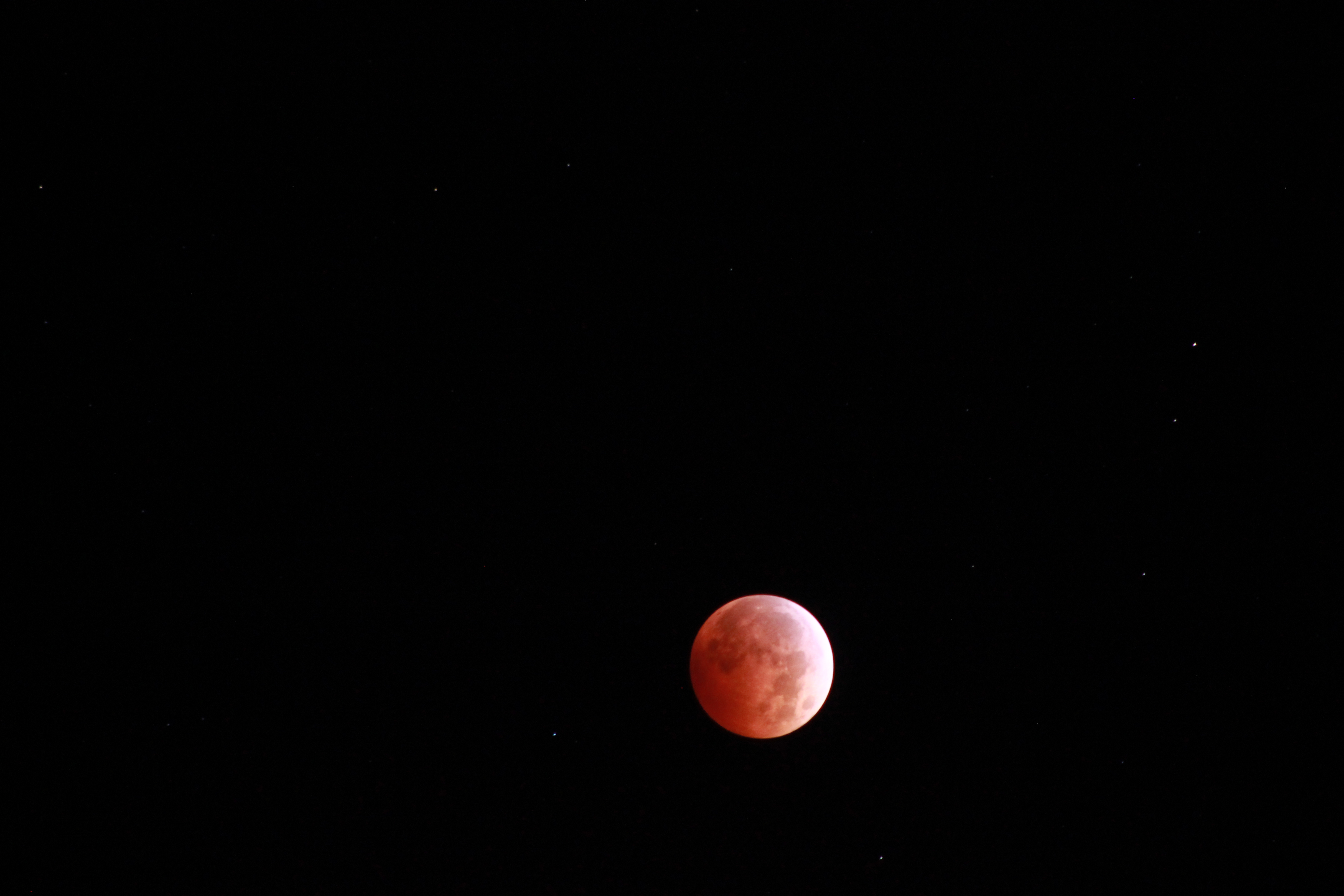
Santa Clara, California, 22:39 UTC
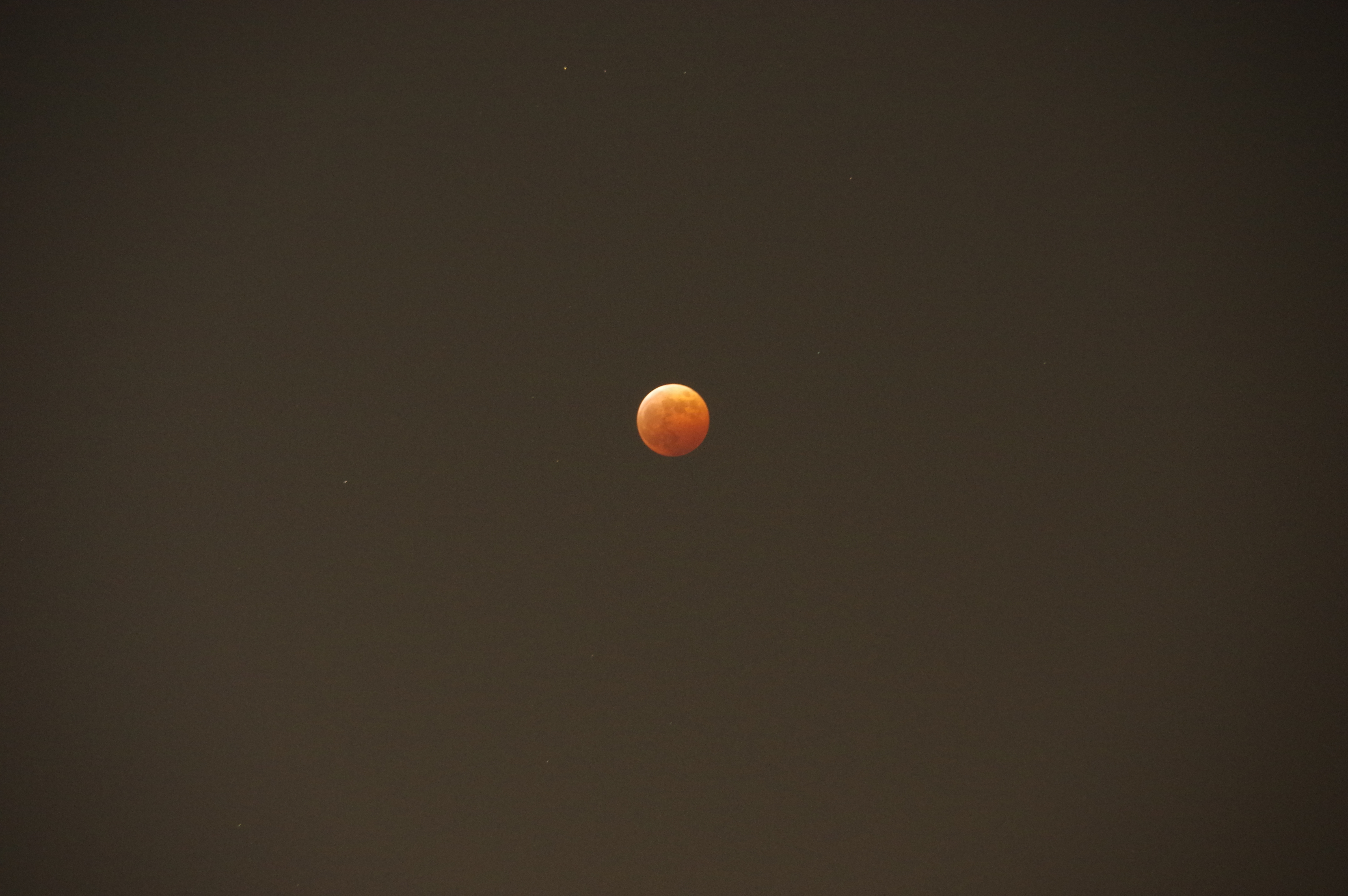
Taichung, Taiwán, 22:38 UTC